# Roberto Pompei
Roberto Fabián Pompei (Buenos Aires, Argentina, 14 de marzo de 1970), también conocido como Tito Pompei es un exfutbolista y entrenador argentino. Actualmente se encuentra libre tras ser ayudante técnico de Hugo Ibarra en Boca Juniors.

## Trayectoria

### Como jugador
Como jugador se desempeñaba en la posición de enganche y mediocampista izquierdo. Con Vélez Sarsfield, club del cual surgió, fue campeón de la Copa Libertadores en 1994 tras vencer al San Pablo de Brasil por penales –convirtió el penal definitorio- y de la Copa Intercontinental, derrotando por 2 a 0 en una histórica final al Milan de Fabio Capello.  
Desde 1997 hasta 2000 jugó en Real Oviedo, en la Primera División de España, donde disputó más de 90 partidos y convirtió 16 goles.  En Argentina, también jugó en equipos como Talleres de Remedios de Escalada, Racing, Boca Juniors, Estudiantes de La Plata, Arsenal de Sarandí y Huracán y fue dirigido por entrenadores como Carlos Bianchi y Carlos Bilardo. 
Se retiró finalmente en 2005.

### Como entrenador
En 2006, comenzó a trabajar como director técnico en las divisiones formativas del Club Atlético Boca Juniors. Empezó con las categorías menores y luego pasó a dirigir al equipo de reserva. En 2010 fue entrenador interino del plantel profesional del Club Atlético Boca Juniors en dos ocasiones. En la primera, reemplazó a Abel Alves y estuvo en el cargo más de 3 meses. En la segunda, sustituyó a Claudio Borghi. En esos dos períodos, dirigió a jugadores como Juan Román Riquelme y Martín Palermo e hizo debutar a Juan Sánchez Miño.  
En febrero de 2011 se convierte en entrenador de Huracán. Allí permanece hasta julio del mismo año. Un año y medio después, le llega la primera posibilidad en el exterior. A principios de 2013 se transforma en el director técnico de Oriente Petrolero de Bolivia. En su primer semestre, realiza la mejor campaña en la historia del club en torneos cortos. Sumó 47 puntos, producto de 14 victorias, 5 empates y tan solamente 3 derrotas, y finalizó subcampeón, detrás del Bolívar, a quien había derrotado en uno de los dos enfrentamientos. Con dicha campaña, logró clasificar a Oriente a la Copa Sudamericana 2013 y a la Copa Libertadores 2014.  
En noviembre de 2013 y después de varios meses de retraso en los pagos, decide renunciar. En su paso por el club, además de haber realizado la mejor campaña en la historia de la institución en torneos cortos y no haber perdido ninguno de los clásicos con Blooming (dos victorias y un empate), se destaca haber cosechado el 85% por ciento de los puntos en condición de local, logrando 15 victorias, 3 empates y solamente una derrota.
En diciembre del 2014 llega a un acuerdo con la nueva directiva del Deportivo Municipal, de Perú, 
equipo que regresaba a la máxima división de su país luego de 7 años, para tomar las riendas del equipo por todo el año 2015. Después de una actuación regular en el Torneo del Inca 2015 y un buen arranque en el Apertura del Campeonato Descentralizado 2015, Pompei decide abandonar el club peruano.

## Clubes

### Como jugador
| Club                    | País      | Año       |
| ----------------------- | --------- | --------- |
| Vélez Sarsfield         | Argentina | 1991-1992 |
| Talleres (RdE)          | Argentina | 1992-1993 |
| Vélez Sarsfield         | Argentina | 1993-1995 |
| Racing                  | Argentina | 1995-1996 |
| Boca Juniors            | Argentina | 1996-1997 |
| Real Oviedo             | España    | 1997-2000 |
| Estudiantes de La Plata | Argentina | 2000-2003 |
| Chacarita Juniors       | Argentina | 2003-2004 |
| Arsenal de Sarandí      | Argentina | 2004      |
| Huracán                 | Argentina | 2005      |

### Como entrenador
| Club                | País      | Año  |
| ------------------- | --------- | ---- |
| Boca Juniors        | Argentina | 2010 |
| Hurácan             | Argentina | 2011 |
| Oriente Petrolero   | Bolivia   | 2013 |
| Sol de América      | Paraguay  | 2014 |
| Deportivo Municipal | Perú      | 2015 |
| Oriente Petrolero   | Bolivia   | 2015 |

## Palmarés

### Como jugador

#### Campeonatos internacionales
| Título                | Equipo          | Sede      | Año  |
| --------------------- | --------------- | --------- | ---- |
| Copa Libertadores     | Vélez Sarsfield | São Paulo | 1994 |
| Copa Intercontinental | Vélez Sarsfield | Tokio     | 1994 |